# Budapest Jazz Orchestra

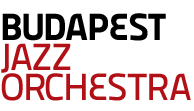

A Budapest Jazz Orchestra Magyarország egyik legnépszerűbb big bandje. Évek óta világszínvonalon mutatja be a korabeli szvingzenét, illetve a dzsessz szinte minden válfaját. A zenekar minden tagja végzett jazz-zenész, ami lehetővé teszi, hogy bármilyen stílusban képesek legyenek zenélni. 2015-ben a Jazzma.hu szavazásán a közönség az év big bandjének választották a zenekart.
Az 1998-ban megalakult Budapest Jazz Orchestra nagy áttörést jelentett a hazai jazzéletben, hiszen létrejött Magyarország első professzionális big bandje, mely hangzásával az 1920-as évek Amerikáját idézte. A zenekar dinamikus fejlődése során a műfaj jelentős zenei állomásait végigjárva mára a kortárs zene világszinten is elismert képviselőjévé nőtte ki magát.
A BJO munkásságának bizonyítéka az elmúlt 18 év, mely idő alatt számos koncert, hazai és nemzetközi elismerés, illetve külföldi előadó színesítette a zenekar palettáját.
A BJO ars poeticája: a kortárs jazz, big band zene művelése mellett ápolni a kapcsolatot a műfaj gyökereivel, és közkinccsé tenni annak értékeit, szakmai tapasztalatait pedig továbbadni a fiatal muzsikus generációnak. A Budapest Jazz Orchestra céljának, feladatának tartja az improvizatív és kortárs műfajok, a magyar zenekultúra honi és nemzetközi interpretálását.
A BJO az elmúlt években olyan nagyságokkal koncertezett együtt az Egyesült Államokból, mint George Duke, Joe Lovano, Peter Erskine, Jane Monheit, Ken Peplowski.

## Zenekari tagok
A zenekar a hagyományos 17 tagú big band felállást követi: 
- szaxofon – Kollmann Gábor, Mester Dániel, Zana Zoltán, Ördög Krisztián, Varga György
- harsona – Schreck Ferenc, Kasza Nándor, Skerlecz Gábor, Nagy Viktor Dániel
- trombita – Tulkán Péter, Táborszky Bence, Hofecker Dániel, Koós-Hutás Áron
- zongora – Juhász Attila
- gitár – Birta Miklós
- bőgő – Hárs Viktor
- dob – Serei Dániel

A BJO muzsikusai nemcsak professzionális jazzmuzsikusok, de többen közülük jelentős hazai eMeRTon-, illetve Artisjus-díjakkal elismert művész is. Ugyanakkor a BJO több tagja egyúttal művész-tanár is, egyes tagok a Liszt Ferenc Zeneművészeti Egyetemen, mások más hazai zenei oktatási intézményekben tanítanak. Ez szolgál alapjául annak is, hogy a zenekar nemcsak a big band műfajának koncertszerű népszerűsítésére koncentrál, hanem tapasztalataiknak továbbadására is a fiatalabb generációk számára.